# Eclipse de Amor
"Eclipse de Amor" é uma canção da cantora brasileira Joelma, gravada para seu oitavo EP Minhas Origens (2019). Foi lançada em 6 de setembro de 2019 de forma independente.

## Composição
Composta por Dhanathom e Victor Castilho, "Eclipse de Amor" é um brega pop que conta a história de uma nova paixão nascida em um momento de fraqueza emocional e que logo toma conta do eu lírico, que se deixa levar pelo sentimento como o Sol é tomado pela Lua em um eclipse solar.

## Lançamento
"Eclipse de Amor" foi lançada individualmente em 6 de setembro de 2019 como a primeira faixa do oitavo extended play (EP) de Joelma, Minhas Origens. A hashtag #AmanhãEclipseDeAmor, que divulgava o lançamento da canção, ocupou o nono lugar nos trending topics do Brasil no Twitter.

## Vídeo musical

Capturas em ecrã de quatro momentos do vídeo musical de "Eclipse de Amor"

O videoclipe de "Eclipse de Amor" foi dirigido por Leo Platô e lançado em 7 de setembro de 2019, um dia após o lançamento da canção. O vídeo musical foi gravado na Ilha do Combu, em Belém, e contou com a participação do grupo de dança 2K Dance Studio. Nas cenas, Joelma aparece descalça, vestindo apenas um vestidinho de babados que remete à imagem dos ribeirinhos em uma festa, "daquelas onde as pessoas chegam de suas casas geralmente de barco". Para Joelma, gravar o videoclipe "foi maravilhoso":
"Lembrei da minha infância, que eu só andava descalça e nos rios. Foi uma diversão! No clipe é assim: começa na passagem de som, preparando para o show. Deixamos tudo bem original!"